# Ken Hensley

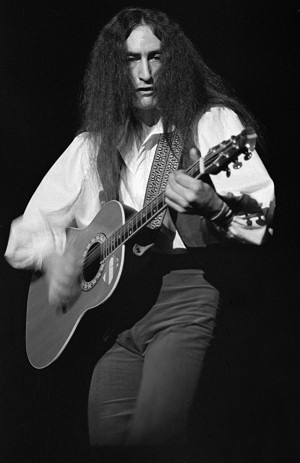
Ken Hensley, 1977

Kenneth William David „Ken“ Hensley (* 24. August 1945 in London; † 4. November 2020 in Agost, Spanien) war ein britischer Keyboarder, Gitarrist und Sänger. Er war bis zu seinem Austritt 1980 die treibende Kraft der Hard-Rock-Band Uriah Heep.

## Biografie

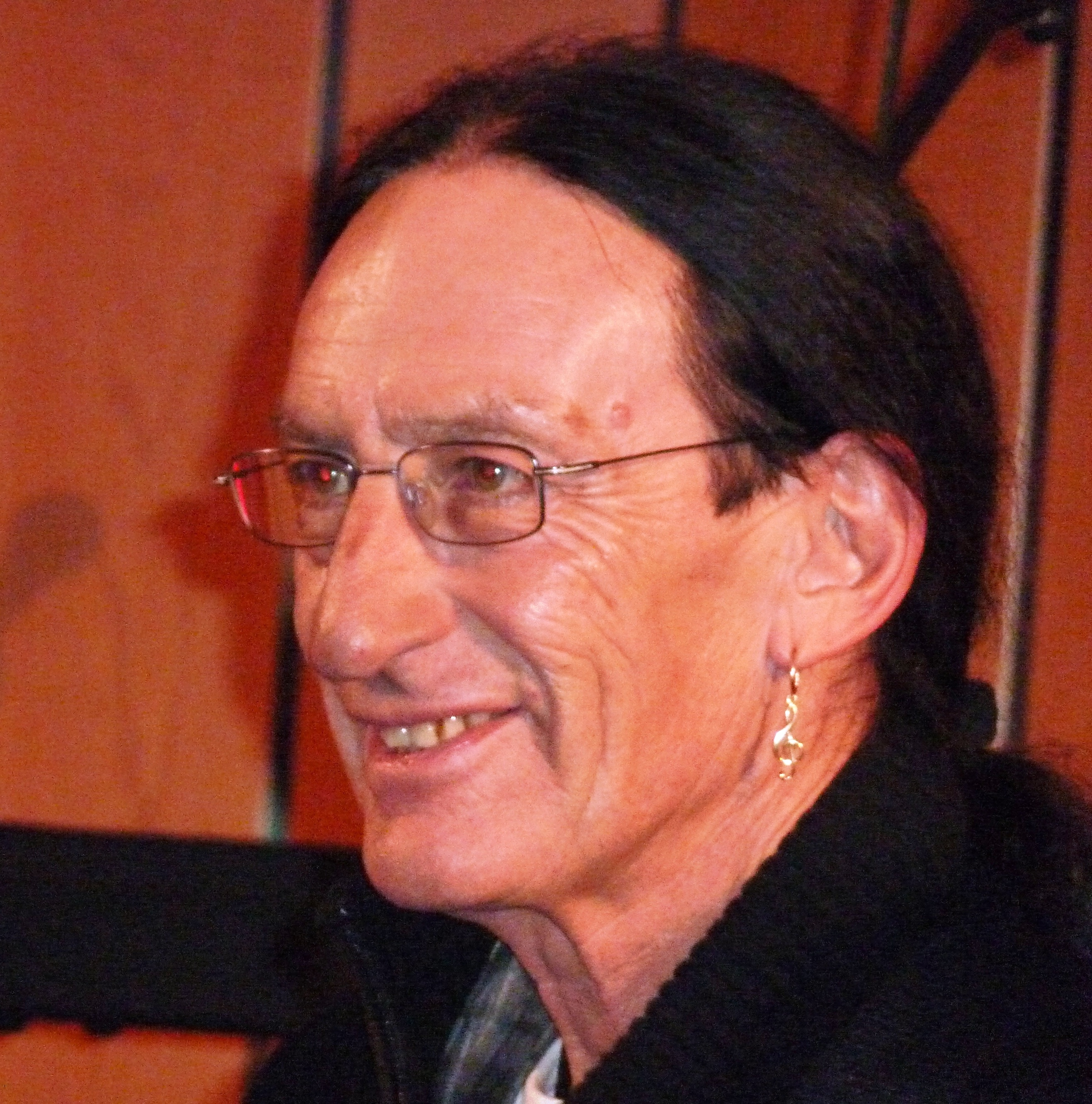
Ken Hensley, 2009

In den 1960er Jahren spielte Ken Hensley zunächst hauptsächlich Gitarre. 1965 gründete er mit dem späteren Rolling-Stones-Gitarristen Mick Taylor The Gods und wechselte deshalb an die Hammondorgel. Die Band nahm – ohne Taylor – zwei LPs auf und mutierte dann über die Gruppen Toe Fat und Spice zu Uriah Heep.
Paul Newton, Kollege bei den Bands Spice und The Gods, rief Hensley an, als Uriah Heep gerade zum ersten Mal ins Studio gehen wollten. Die Band bestand damals noch aus vier Mitgliedern und wollten zusätzlich ein Keyboard integrieren. Mit Gerry Bron war bereits ein Manager gefunden. Der Bandname wurde erst nach Hensleys Einstieg auf Vorschlag von Bron gewählt.
Hensley prägte die Klangfarbe von Uriah Heep durch seine Kompositionen und seine Keyboards maßgeblich. Beispielsweise stammte der Hit Lady in Black von ihm und wurde auch von ihm gesungen. Schon während seiner Uriah-Heep-Zeit nahm er zwei wenig erfolgreiche Soloalben auf: Proud Words on a Dusty Shelf (1973) und Eager to Please (1975). Nach dem Tode des Bassisten Gary Thain und Uriah Heeps Trennung von Sänger David Byron verließ 1980 auch Hensley die Gruppe.
Nach einem weiteren Soloalbum (Free Spirit, 1980) ging er in die USA. Von 1982 bis 1985 war er Mitglied der erfolgreichen US-Gruppe Blackfoot. Auf The Headless Children, dem 1989er Album der Gruppe W.A.S.P., spielte Hensley die Keyboard-Parts ein. Außerdem ist er auf dem 1990er Album Heartbreak Station von Cinderella zu hören, wo er bei vier Songs Piano spielte. Bis Mitte der 1990er Jahre hörte man nicht mehr viel von Hensley. Er lebte in Missouri und war an einigen Musicals beteiligt, hatte sich aber sonst weitgehend aus dem Musikgeschäft zurückgezogen.
Seit 1994 war Hensley wieder musikalisch aktiv, veröffentlichte einige Soloalben und trat gelegentlich mit seinem ehemaligen Uriah-Heep-Kollegen John Lawton auf. 2007 produzierte er die CD Blood on the Highway zusammen mit den Sängern Jørn Lande, John Lawton, Glenn Hughes und Eve Gallagher. Im April 2007 produzierte er in Alicante das Album Movin' out der Hamburger Band Maks and the Minors, das im Herbst 2007 erschien.
Im Januar 2008 wurde in der Schweiz eine neue Version von Lady in Black veröffentlicht. Es handelt sich um ein Duett des Schweizer Musikers Daniel Kandlbauer mit Ken Hensley. Die Single war vier Wochen lang in den Schweizer Charts vertreten und erreichte Platz 38. Im Mai 2011 veröffentlichte Hensley mit seiner Band Live Fire das Album Faster. Neben neuen Hensley-Stücken ist auch eine Version von Circle of Hands mit dem Norwegian Radio Orchestra enthalten.
Am 4. November 2020 starb Hensley im Alter von 75 Jahren nach kurzer Krankheit.

## Diskographie

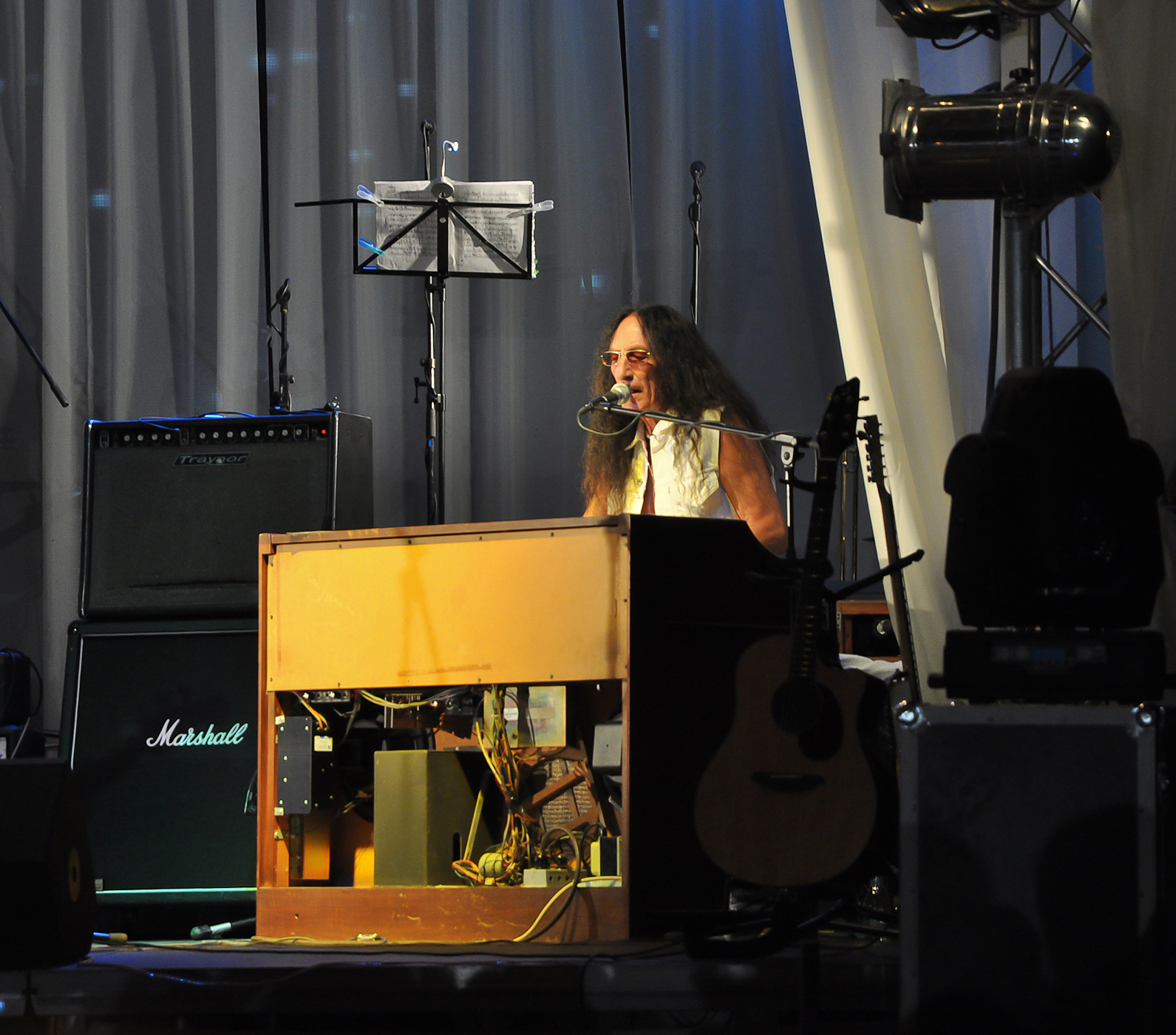
Ken Hensley, 2011

### Soloalben

#### Studioaufnahmen
- Proud Words on a Dusty Shelf (1973)
- Eager to Please (1975)
- Free Spirit (1980)
- From Time to Time (1994)
- A Glimpse of Glory (1999)
- Running Blind (2002)
- The Last Dance (2003)
- Cold Autumn Sunday (2005)
- Blood on the Highway, Part 1: When Too Many Dreams Come True (2007)
- Love… And Other Mysteries (2012)
- My Book of Answers (2021)

#### Live-Alben / Kompilationen
- The Best of Ken Hensley (1990)
- Ken Hensley Anthology (2000)
- The Wizard’s Diary – Volume 1 (2004)
- Elements – Anthology 1968 to 2005 (2006)
- Inside the Mystery (2006)
- Live Fire (DVD) (2007)
- Live Tales (2013)
- Rare & Timeless (2018)[4]

### Mit The Gods
- Genesis (1968)
- To Samuel a Son (1970)
- The Gods Featuring Ken Hensley (1976)

### Mit Head Machine
- Head Machine (1968; auf diesem Album produzierte David Paramount eigene Lieder)
- Orgasm (1970)

### Mit Toe Fat
- Toe Fat (1970)

### Mit Weed
- Weed…! (1971)

### Mit Uriah Heep
- …very ’eavy …very ’umble (1970)
- Salisbury (1971)
- Look at Yourself (1971)
- Demons and Wizards (1972)
- The Magician’s Birthday (1972)
- Uriah Heep Live (1973)
- Sweet Freedom (1973)
- Live on the King Biscuit Flower Hour (1974)
- Wonderworld (1974)
- Live at Shepperton '74 (1974)
- Return to Fantasy (1975)
- High and Mighty (1976)
- Firefly (1977)
- Innocent Victim (1977)
- Fallen Angel (1978)
- Live in Europe (1979)
- Conquest (1980)

### Mit Blackfoot
- Siogo (1983)
- Vertical Smiles (1984)
- KBFH presents Blackfoot Live 1983 (1998)

### Mit The Hensley Lawton Band
- The Return (2001)
- Salisbury Live (2001)

### Mit John Wetton
- More than Conquerors (2002)
- One Way or Another (2002)

### Mit Therion
- Gothic Kabbalah (2007)

### Mit Toni Rowland
- Unfolding (2008)

### Mit Live Fire
- Faster (2011)
- Trouble (2013)
- Live!! (2013)

### Mit W.A.S.P.
- The Headless Children (1989)